# 山道康子
山道 康子（やまみち やすこ、1946年2月20日 - ）は、アイヌの活動家。アイヌ名は、『アシリ レラ』（新しい風）

## 人生
1946年2月20日、生まれ。北海道沙流郡平取町二風谷出身。
1961年頃より、アイヌ女性活動家として、活動したとある。アイヌ民芸店を営む。
1979年に、『沙流川を守る会』の立ち上げの中心人物となる。
1989年より、平取町二風谷で、フリースクールもかねた山道アイヌ語学校を営んでいた。2009年に閉校した模様である。
1989年より、アイノモシリ一万年祭が行われている。中心人物の一人として活躍している。日本全国で講演活動を展開している。

## 関連書籍
- アイヌ、風の肖像　宇井眞紀子　新泉社　2011年5月10日　ISBN 9784787710079
- 風の子レラ　akira　青山出版社　2001年8月　ISBN 9784899980247